# Hypocacculus pavianus
Hypocacculus pavianus är en skalbaggsart som beskrevs av Heinrich Bickhardt 1921. Hypocacculus pavianus ingår i släktet Hypocacculus och familjen stumpbaggar. Inga underarter finns listade i Catalogue of Life.